# Phytomer
 (septembre 2021).
 (septembre 2021).
Pour l’article ayant un titre homophone, voir Phytomère.
Phytomer est une entreprise française de cosmétiques.

## Historique
L'entreprise Phytomer a été créée en 1972 par un entrepreneur breton, Jean Gédouin, qui a l'idée d'utiliser de l'eau de mer lyophilisée pour créer une gamme de soins sous la forme de sels relaxants.

## Entreprise
Phytomer est une entreprise familiale, dirigée par les descendants de Jean Gédouin. Le siège social est situé à Saint-Malo et les moyens de production sont situés à Roz-sur-Couesnon.
Phytomer distribue ses produits à l'international, dans 75 pays.